# V. Narry Kim

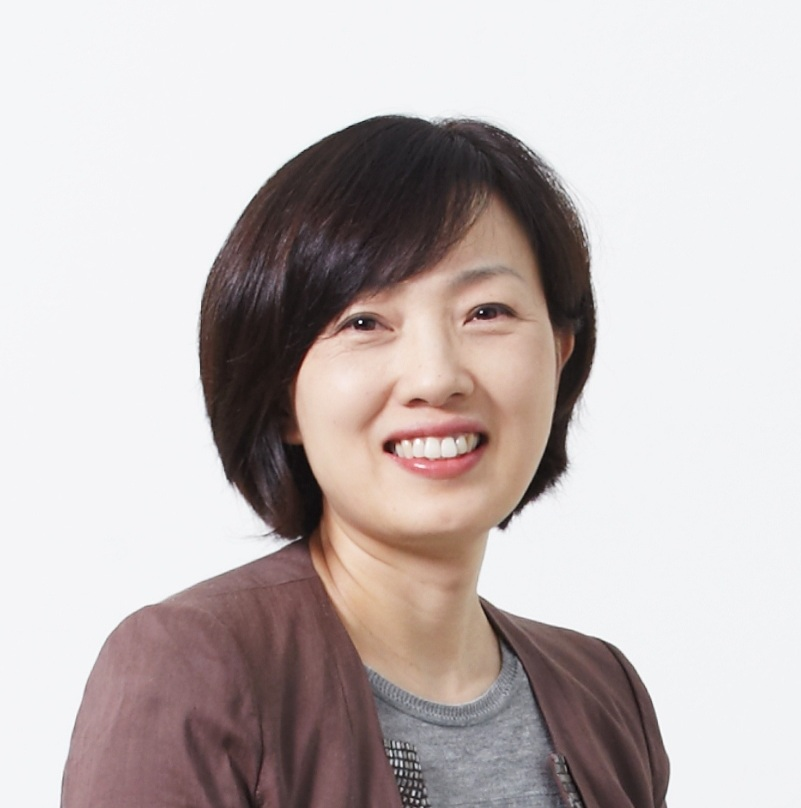
V. Narry Kim

V. Narry Kim (koreanisch 김빛내리; geb. 1969 in Yeonggwang) ist eine südkoreanische Molekularbiologin und Hochschullehrerin. Sie ist Professorin für Biologische Wissenschaften an der Seoul National University sowie Leiterin des RNA-Forschungszentrums am Institute for Basic Science. Kim ist international für ihre Forschung zur MikroRNA-Biologie und zu regulatorischen Mechanismen der RNA bekannt.

## Leben
V. Narry Kim wurde 1969 in Yeonggwang geboren. Sie erlangte 1992 ihren Bachelor- und 1994 ihren Masterabschluss in Mikrobiologie an der Seoul National University. 1998 promovierte sie in Biochemie an der Universität Oxford, wo sie unter Alan Kingsman an retroviralen Proteinen für Genübertragungssysteme arbeitete. Von 1999 bis 2001 war sie eine Postdoktorandin im Labor von Gideon Dreyfuss an der University of Pennsylvania tätig, wo sie sich mit der Überwachung von mRNA beschäftigte. Im Jahr 2001 gründete sie ihre eigene Forschungsgruppe an der Seoul National University.

## Wirken
Kims Forschung fokussiert sich auf die Biogenese und Regulation von MikroRNAs, kleinen RNA-Molekülen, die die Genexpression beeinflussen und Zellverhalten steuern. Ihre Forschungsgruppe identifizierte das Enzym Drosha, das eine bedeutende Rolle in der Initiation der MikroRNA-Prozessierung spielt. Weiterhin entdeckte Kim gemeinsam mit anderen Forschern den Drosha-Co-Faktor DGCR8 und klärte dessen Wirkmechanismus auf.
Kims Gruppe entwickelte ein zweistufiges Modell der MikroRNA-Biogenese, das international als bedeutender Beitrag zur RNA-Forschung gilt. Sie beschrieb erstmals die genetischen Strukturen von MikroRNAs sowie die Enzyme, die für deren Transkription notwendig sind. Zudem gelang ihrem Team die Identifizierung pluripotenter Stammzell-spezifischer MikroRNAs.
In jüngerer Zeit beschäftigte sich Kim mit RNA-Tailing-Prozessen, insbesondere Uridylierung und Adenylierung, und klärte deren regulatorische Funktionen auf. Diese Erkenntnisse haben weitreichende Bedeutung für die Grundlagenforschung und mögliche Anwendungen in der Medizin, etwa in der Stammzelltherapie und für RNA-basierte therapeutische Ansätze.
V. Narry Kim erhielt zahlreiche Auszeichnungen, darunter den L’Oréal-UNESCO-Preis für Frauen in der Wissenschaft (2008), den Ho-Am-Preis in Medizin (2009), den S-Oil Fellowship (2013), den Korea S\&T Award (2013) sowie den Chen Award (2017). 2013 wurde sie zum Foreign Associate der European Molecular Biology Organization (EMBO) gewählt und 2014 zum Foreign Associate der National Academy of Sciences (NAS) sowie Mitglied der Korean Academy of Science and Technology (KAST). 2024 erhielt Kim den Lim Sung-ki-Forschungspreis, insbesondere für ihre Arbeiten zur RNA-Stabilisierung und deren Anwendungspotenzial für verbesserte mRNA-basierte Impfstoffe und Therapeutika.